# Осипова, Анастасия Викторовна
Анастасия Викторовна Осипова (Неплюева) (16 февраля 1993, Москва) — российская гимнастка, чемпионка России в групповых упражнениях (2014), победительница летней Универсиады (2015). Мастер спорта России международного класса (2015). По состоянию на 2016 год не участвует в международных соревнованиях, но числится в основной сборной России.

## Биография
Начала заниматься художественной гимнастикой под руководством Н. Г. Барановской. Выпускница ГЦОЛИФК. В 2015 году попала в сборную команду России в групповых упражнениях, специально сформированную из московских студенток для выезда на Универсиаду-2015. Выиграла летнюю Универсиаду в многоборье и в упражнении с пятью лентами. В упражнении с шестью булавами и двумя обручами выиграла бронзу.
Спортивные результаты:
- Чемпионат России в групповых упражнениях 2014 — золото.
- Кубок России в групповых упражнениях 2014 — золото.
- Универсиада 2015 в групповых упражнениях — золото (многоборье), золото (пять лент), бронза (обручи и булавы).
- Кубок России в групповых упражнениях 2015 — золото.